# 樊
樊（はん）は、周朝の諸侯国。初めに樊邑（現在の陝西省西安市長安区の南東）に封じられ、後に陽邑（現在の河南省済源市）に遷った。

## 起源
『元和姓纂』や『通志』氏族略らの記載によると、宣王時期に、宣王は文王の子の虞仲の末裔の仲山甫を樊邑（現在の陝西省西安市長安区の南東）に封じた。仲山甫は姓を樊に改めたため、樊姓の始祖となる。仲山甫は「樊仲山甫」、「樊仲山」、「樊穆仲」とも呼ばれる。樊は春秋時代に、陽邑（現在の河南省済源市）に遷ったため、「陽樊」とも呼ばれる。

## 滅亡
襄王17年（紀元前635年）、樊仲皮は東周の恵王に叛した。紀元前664年春、恵王は樊仲皮の討伐に虢公を派遣した。4月14日、虢公は樊に攻め入り、樊仲皮を捕虜とした。襄王は陽樊の地を晋に下賜し、樊の領土は晋の所有となった。

## 歴代君主
| 代数         | 君主   | 在位            |
| ------------ | ------ | --------------- |
| 1            | 樊穆仲 | ? - ?           |
| 以降数代不明 |        |                 |
| ?            | 樊仲皮 | ? - 紀元前635年 |